# Nova Inglaterra

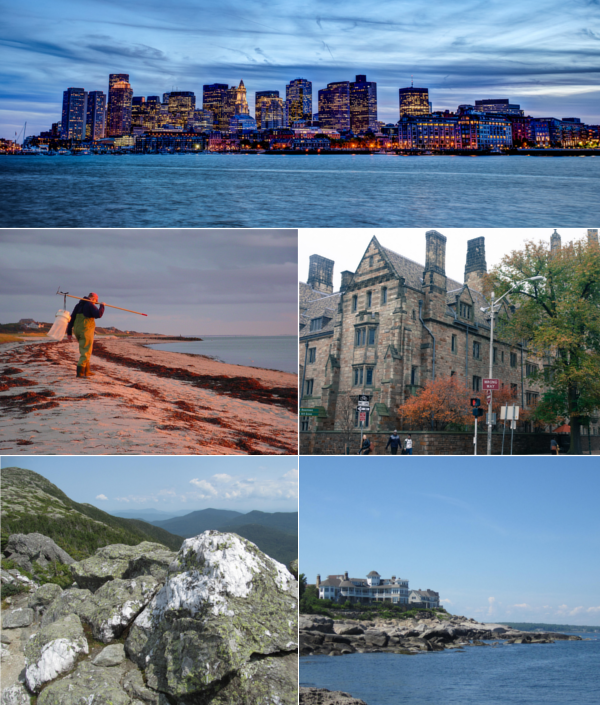
A Nova Inglaterra.

A Nova Inglaterra (em inglês: New England) é uma região geográfica extraoficial de grande valor histórico dos Estados Unidos, localizada na ponta nordeste do país e que compreende seis estados: Connecticut, Maine, Massachusetts, New Hampshire, Rhode Island e Vermont. Boston é seu centro cultural e econômico, bem como sua cidade mais populosa.

## Composição
A região inclui os seguintes estados:
- Connecticut

Connecticut (ainda Coneticute ou Conecticute) é  o terceiro menor estado norte-americano em extensão territorial; somente atrás de  Delaware e Rhode Island . Porém, com seus 3 405 565 habitantes, Connecticut é o quarto estado norte-americano mais densamente povoado do país.
- Maine

O Maine está localizado no extremo nordeste do país. West Quoddy Head, o ponto mais oriental do Maine, é considerado o ponto mais oriental dos Estados Unidos, embora alguns considerem o Alasca o estado mais oriental do país, porque duas das ilhas do arquipélago dos Aleutas estão localizadas no hemisfério oriental..
- Massachusetts

Massachusetts é o sexto menor estado em área do país; só perde para Nova Jérsei, Havaí, Connecticut, Delaware e Rhode Island. Porém, Massachusetts é o 13º estado mais populoso do país, sendo o terceiro mais densamente habitado dos Estados Unidos. Apesar de seu pequeno tamanho, a geografia de Massachusetts é diversificada, sendo que seu terreno é bastante acidentado.
- New Hampshire

Nova Hampshire (em inglês:  New Hampshire, por vezes chamada em português:  Novo Hampshire) é o quinto menor estado em área dos Estados Unidos; apenas Rhode Island, Delaware, Connecticut e o Havaí são menores.
- Rhode Island

Rhode Island (ou Ilha de Rodes) é o menor estado em área do país. Com apenas 4 001 km², Rhode Island é 428 vezes menor que o Alasca, o maior estado em área do país.
- Vermont

Vermont (ou Vermonte em português) é  o segundo estado menos populoso dos Estados Unidos (apenas o Wyoming possui uma população menor). Vermont é também o estado mais rural do país.